# Tony Sandoval
Manuel Antonio Sandoval Arballo dit « Tony » Sandoval, né le 14 juillet 1973 à Ciudad Obregón (Sonora),, est un scénariste et un dessinateur de bande dessinée mexicain.

## Biographie
Tony Sandoval a travaillé dans des agences de graphisme et de design,, avant de se tourner vers la bande dessinée, de façon autodidacte,. Il utilise, entre autres techniques, la peinture à l'aquarelle[source insuffisante]. Plusieurs de ses albums sont traduits de l'espagnol vers le français, et ont été édités en France, pour la plupart aux éditions Paquet.
Il est scénariste de plusieurs albums, dont Vieille Amérique, sur des dessins de Wander Antunes en 2005, ou de la série de deux tomes Les Échos invisibles, sur des dessins de Grazia La Padula, entre 2011 et 2014. Il indique : « Au fur et à mesure de l'évolution dans le travail, Les Échos invisibles sont véritablement devenus un projet à quatre mains. C'était un plaisir de découvrir ses dessins. Elle a respecté mon histoire, mon univers, et j'aime beaucoup la manière dont elle l'a porté en images. »
Il est également illustrateur de plusieurs albums dont Un regard par-dessus l'épaule en 2010, et À la recherche du Chours en 2015, sur deux scénarios de Pierre Paquet. En 2016, la réédition d' Un regard par-dessus l'épaule est nommée au Prix Eisner.

### Scénariste et illustrateur
Pour la plupart de ses travaux, il est scénariste et illustrateur. En France, est publié Le Cadavre et le sofa en 2007, et sa série Nocturno de deux tomes, en 2008 et 2009.
Son album Doomboy est en Sélection officielle au Festival d'Angoulême 2012. L'album s'intéresse à la musique, et plus particulièrement au heavy metal. L'auteur précise : « Doomboy était pour moi un album très particulier, car je l'ai abordé plus comme une sorte de documentaire sur un jeune musicien imaginaire que comme un récit classique. Ce n'était pas un exercice facile mais c'était très intéressant du côté de la narration. ».
Il est également l'auteur de l'album jeunesse Jour de vent en 2014. 
Son album Mille tempêtes est « Coup de cœur 2015 » du Centre national de la littérature pour la jeunesse, de la BnF. La critique mentionne : « Tony Sandoval crée une histoire étrange où s'entremêlent un univers fantastique peuplé de créatures inquiétantes et les premiers émois amoureux de la jeune fille. Le récit intrigue et se prête à plusieurs interprétations, l'univers graphique ne laisse pas indifférent ».
En 2016, il entame la série autobiographique Rendez-vous à Phoenix, et l'année suivante, en 2017, sont publiés les deux premiers tomes de sa série en cours Futura Nostalgia.
Parmi ses thèmes récurrents, on peut noter « le mal être adolescent, la solitude, l’ennui, la mort, les rapports humains, les illusions perdues ». Les périodes autour de l'adolescence sont souvent présentes dans ses œuvres. Il déclare : « ce sont des périodes-charnières de la vie auxquelles correspondent des découvertes et, avant ça une curiosité. À partir de là, on peut imaginer plein de choses, justement, et c'est intéressant de conjuguer ça au fantastique ». Le genre « fantastique caractérise en effet la plupart de [ses] créations ». Il précise : « Au Mexique, [....] tout se mélange plus facilement, et on accorde plus facilement, dans notre culture, une place pour le fantastique dans le quotidien. [...] Le fantastique européen a ses codes, ses sous-genres, et moi je ne l'aborde pas de cette manière, mais plus librement... » Ses récits fantastiques sont entre autres influencés par l'auteur colombien Gabriel Garcia Marquez[source insuffisante]. Quant à la forme, il indique : « Le choix d'une technique dépend de mon humeur et d'une envie graphique ».
Il a vécu durant les années 2010 à Berlin, puis à Genève[source insuffisante].

## Œuvre traduite en français

### Bande dessinée

#### Scénariste et illustrateur
- Le Cadavre et le sofa, Paquet, collection Discover, 2007  (ISBN 2-88890-180-3)
- Sketchbook, Paquet, 2008  (ISBN 978-2-88890-272-0)
- Nocturno, Paquet, collection Discover

1. Nocturno, 2008  (ISBN 978-2-88890-191-4)
2. Nocturno 2, 2009  (ISBN 978-2-88890-194-5)

Intégrale, Paquet, collection Calamar, 2012  (ISBN 978-2-88890-513-4) - rééd. 2017  (ISBN 978-2-88890-831-9)
- Les Bêtises de Xinophixerox, Paquet, 2010  (ISBN 978-2-88890-369-7)
- Doomboy, Paquet, collection Calamar, 2011  (ISBN 978-2-88890-438-0) Sélection officielle Angoulême 2012
- Les Monstres de l'ombre, Paquet, 2012  (ISBN 978-2-88890-521-9)
- Skeleton, Jarjille éditions, 2013  (ISBN 978-2-918658-35-1)
- Le Serpent d'eau, Paquet, 2014  (ISBN 978-2-88890-526-4)
- Jour de vent[6], éd. Chours, 2014
- Mille tempêtes[7], Paquet, coll. Calamar, 2015  (ISBN 978-2-88890-711-4)
- Rendez-vous à Phoenix, Paquet, coll. Calamar (série en cours)

1. Tome 1, 2016  (ISBN 978-2-88890-768-8)

- Futura Nostalgia, Muertito Press (série en cours)

1. Volume 1, 2017  (ISBN 978-2-9559803-0-9)
2. Volume 2, 2017  (ISBN 978-2-9559803-1-6)
3. Volume 3, 2019  (ISBN 978-2-9559803-2-3)

#### Scénariste
- Vieille Amérique, dessins de Wander Antunes, Paquet, collection Solo, 2005  (ISBN 2-940334-74-9)
- Gris, dessins de Patricio Betteo, Paquet, collection Discover, 2008  (ISBN 978-2-88890-193-8)
- Les Échos invisibles, dessins de Grazia La Padula, Paquet, collection Calamar

1. Tome 1, 2011  (ISBN 978-2-88890-396-3)
2. Tome 2, 2014  (ISBN 978-2-88890-624-7)

Intégrale, 2017  (ISBN 978-2-88890-833-3)

#### Illustrateur
- Paillette à Solliès-Ville, scénario collectif, A.LI.EN., 2009
- Un regard par-dessus l'épaule, scénario de Pierre Paquet, éditions Paquet, collection Blandice, 2010  (ISBN 978-2-88890-349-9) - rééd. collection Calamar, 2016  (ISBN 978-2-88890-712-1)[8],[9].
- L'Ambassadrice, scénario Pascal Orsini, éd. Alien, 2011
- Racines, scénario Fabrice Ravier, dessins Tony Sandoval, Serge Annequin, Samuel Épié, éd. Comicstore, 2015
- À la recherche du Chours, scénario de Pierre Paquet, éd. Chours, 2015
- Volage : Chronique des Enfers, scénario de Stephen Desberg, éd. Daniel Maghen, 2022

#### Participations
- Interfaces, scénario et dessins collectifs, Paquet, collection Bao

1. #1/4, 2009  (ISBN 978-2-88890-900-2)
2. #2/4, 2009  (ISBN 978-2-88890-906-4)

- Axolot T.1, scénario de Patrick Baud, segment Le grand amour du Dr Tanzler, Delcourt, 2014
- Le crime parfait, scénario et dessins collectifs, Philéas, 2022